# Saint-Jean-d'Arvey
Saint-Jean-d'Arvey là một xã thuộc tỉnh Savoie trong vùng Auvergne-Rhône-Alpes ở đông nam nước Pháp.